# Грекофильская школа армянской литературы
Грекофильская школа (арм. Հունաբան դպրոց) — направление в раннесредневековой армянской литературе, последователи которого занимались в основном переводами с греческого языка научных и религиозных трактатов. Последователи этого направления, в отличие от других армянских переводчиков, осуществляли дословный (и даже «поморфемный») перевод древнегреческих трудов, приспосабливая армянский текст к правилам греческого языка. В результате плодотворной деятельности грекофилов армянская интеллигенция  ознакомилась практически со всеми достижениями древнегреческой науки, в первую очередь — философии, грамматики и естествознания. Некоторые классические труды, утерянные в греческом оригинале, сохранились до наших дней лишь в армянском переводе благодаря деятельности этой школы. Большинство грекофилов остаются анонимными, но к ним иногда причисляют и известных авторов (Мовсес Хоренаци, Давид Керакан, Мамбре Верцанох, Давид Анахт, Хосровик Таргманич и др.).
Закреплённое в академической науке название этой школы «грекофильская» («эллинофильская») не является точным переводом встречающегося в древнеармянских текстах названия «yunaban» (буквально — «грекословный»), под которым имелось в виду не эллинофильство, а грецизмы в языке. Грекофильство представителей этой школы выражалось в высочайшей оценке и приверженности к греческой культуре, однако, по мнению С. Аревшатяна, оно не распространялось на политическую ориентацию.

## Возникновение
Первым учёные Мхитаристы высказали мнение, что временем возникновения грекофильской школы следует считать вторую половину V века, но окончательно ответить на этот вопрос не представляется возможным. Большинство грекофильных переводов анонимны и не датированы, датировка первых трудов, ссылающихся на эти переводы, также спорна. Видный нидерландский арменист Й. Вейтенберг отмечает, что возникновение этой школы было датировано разными исследователями между 450 и 570 годами, но наиболее вероятной датировкой следует считать первую половину VI века. Такую датировку он объясняет тем, что один из переводов грекофилов — «Возражения к определениям собора в Халкидоне» Тимофея Элура, скорее всего был сделан незадолго до второго Двинского собора (554 или 555 год), и его автор принадлежал ко второму поколению грекофилов. В любом случае, как отмечает британский историк Р. Томсон, в VI веке это литературное направление было уже хорошо развито. Школа просуществовала до VIII века, однако его влияние ещё долго чувствовалась в армянской литературе.
Помимо времени, непонятны также причины возникновения подобного направления. Были высказаны разные предположения, но наиболее правдоподобной, по мнению Й. Вайтенберга, была гипотеза французского учёного Жан-Пьерa Маэ, объясняющая подобный стиль переводов экзегетической традицией. Согласно этому мнению, если смысловой (ad sensum) перевод хорошо согласовывается с ранними переводами литургических текстов, то дословный (ad litteram) перевод отражает более доктринальное отношение и ещё большую чувствительность к изначальному тексту. Возникновение такой школы, согласно этой гипотезе, является результатом исторического и культурного развития внутри Армении. Р. Томсон также считает, что причины возникновения подобного направления переводческой литературы остаются загадочными, учитывая, что в первой половине V века в Армении были выполнены многие элегантные переводы греческих текстов, в которых выходной текст полностью соответствовал формам и синтаксису армянского языка. Грекофильный стиль, как он отмечает, никак не может быть результатом плохого знания греческого, но скорее обусловлен озабоченностью авторов точностью перевода.
Существует предположение, что школа была частью программы Армянской Церкви для усвоения достижений древнегреческой науки и раннехристианского литературного наследия, а в будущем и для успешного ведения догматических дискуссий. Её главным предназначением было создание учебников по философии и наукам «тривиума и квадривиума», а также истории Церкви. Из религиозных текстов однако были переведены только предшествующие Халкидонскому собору памятники.

## Влияние на армянскую культуру
Несмотря на идеологическую борьбу против Византии в VI—VII веках, отношения армян с греческой культурой оставались очень тесными. Особенно ярко армяно-византийские культурные контакты выразились во влиянии греческого языка и литературы на армянскую. Ведущую роль в этом сыграла грекофильская школа. Хотя об авторах этой школы известно немного, в академических кругах существует консенсус, что большинство из них получили образование в ведущих научных центрах Византии, в первую очередь в Афинах, Александрии, и Константинополе, иногда и в Эдессе. Серьёзнейшее влияние на изучение армянского языка оказало «Искусство грамматики» Дионисия Фракийского, переведённое первыми представителями грекофильской школы. Вплоть до Позднего Средневековья армянские грамматики писали толкования к «Искусству грамматики» и грамматика армянского языка объяснялась почти исключительно концепциями Дионисия. Грамматики-грекофилы создавали новые, искусственные и достаточно сложные, армянские слова на основе греческих форм, и даже старались приспособить армянский язык к греческой грамматике. В результате этой деятельности в древнеармянской литературе появился так называемый «грекофильский армянский язык». Этот язык, повторяющий грамматические формы и синтаксические обороты греческого, был доступен, в большинстве случаев, лишь знатокам греческого. Впоследствии армянские авторы признали его формы как чуждые армянскому языку и отказались от него, но «грекофильский армянский» оставил след, ощутимый даже в современном армянском. В первую очередь это касается префиксов. Для наиболее точного перевода богатых префиксами греческих слов были созданы новые префиксы, многие из которых закрепились в армянском.
К первым памятникам грекофильской школы относятся переводы «Искусства грамматики» Дионисия Фракийского, «Книги хрий» Афтония, «Прогимнасмы» Теона Александрийского, а также два трактата Иринея Лионского. Однако, в отличие от предыдущих армянских переводчиков, занимающихся в основном переводами церковных текстов, основное внимание грекофилов было сосредоточено на светских научных дисциплинах. Для переводов они в первую очередь выбирали знаменитые в то время учебники (в основном по наукам «тривиума», в меньшей степени — «квадривиума»), и значительно реже обращались к богословской литературе. Наиболее богата их философская литература: к ней относятся переводы 14 трактатов Филона Александрийского, диалоги Платона, «Органон» и «Об истолковании» Аристотеля, «Введение к „Органону“ Аристотеля» Порфирия, приписываемые Гермесу Трисмегисту, Ямвлиху и Зенону Элейскому труды, и т. д. В религиозной литературе важны переводы догматических сочинений Тимофея Элура, Иринея Лионского и Евтихия Константинопольского, распространение которых способствовало дальнейшему отдалению армян-монофизитов от диофизитской Византии. Не меньшую роль сыграли и переводы естественнонаучных трудов, которые стали основой для возникновения в Армении в VII веке (благодаря деятельности Анании Ширакаци) собственной естественнонаучной школы. Крайне важное значение для естественнонаучной дисциплины сыграл перевод «De Simplicium Medicamentorum Temperamentis et Facultatibus» Галена, который однако не сохранился. Для лучшего понимания  армянскими врачами этого и других переведённых медицинских трудов, грекофилами, или под влиянием грекофильской школы, был даже создан специальный терминологический глоссарий.

## Значение и изучение
Изучением наследия грекофильской школы изначально занималась арменистика. Особенно ценной оказалась статья «Грекофильская школа и этапы её развития» Я. Манандяна (Вена, 1928), где впервые была показана последовательность школы и её периодизация на несколько поколений. Как показали последующие исследования, исключительное значение гракофильская школа имеет не только для армянской культуры, его важность для современной науки также неоценима. Многие труды, переведённые грекофилами, сохранились только на армянском языке и стали доступны мировой науке именно благодаря этим переводам. Наиважнейшими из таких трудов являются семь трактатов Филона Александрийского и «Возражения» Тимофея Элура. Другие труды, в частности, переводы трактатов Аристотеля и Порфирия, являются древнейшими в мировой литературе и выполнены значительно раньше, чем дошедшие до нас рукописи греческих текстов. Эти переводы имеют большое значение для восстановления оригинальных вариантов, тем более, что особенности грекофильского переводческого направления позволяют делать это с высочайшей точностью. В настоящее время изучением грекофильских переводов активно занимаются и византинисты, для восстанавливания утерянных и контаминированных греческих текстов.